# 不健全性的行為
不健全性的行為（ふけんぜんせいてきこうい）とは、「18歳未満の少年に健全育成上支障がある」と主張される性的行為を指す語。場合によって不純異性交遊（ふじゅんいせいこうゆう）、不純異性交際（ふじゅんいせいこうさい）、性的逸脱行為（せいてきいつだつこうい）などとも通称されることがある。これらの語は性的自由の制限を肯定する立場から使用されることもある。

## 概要
不健全性的行為は、不良行為の1種別とされ、不良行為少年として保護される対象となる行為である。また、少年警察活動に関する統計上の項目としても用いられている。不健全性的行為は、少年補導の対象になる。
警察庁の少年非行防止法制に関する研究会は「不健全性的行為」の例として「一時の快楽を目的とした性交」「性風俗特殊営業での接客」(18歳未満限定)「買春の相手方となる行為」を例にあげている。
不健全性的行為については、性的行為の結果に対して十分に責任を取ることが難しいとも予見される年少者が、適切でない場面において性交などを行うことについて、少年保護の観点から補導を行うという趣旨であるとの見解もある。
一方、刑法上は性的同意年齢が16歳であり、16歳以上の個人的な営みである性行為を、一方的に不純・純粋などと定義するのはおかしいとする批判が昔から存在している。
1990年代以降、雑誌やインターネットなど様々なメディアを通して、文章や写真、動画などによる性的情報へのアクセスが容易になり、性風俗店も広域化した。少年・少女の性行為経験率も上昇しているとして、不健全性的行為を性感染症予防の観点から考察する論もある。